# Silvia Pernice-Warnke
Silvia Pernice-Warnke (* 1980) ist eine deutsche Rechtswissenschaftlerin und Hochschullehrerin an der Philipps-Universität Marburg.

## Leben und Wirken
Nach dem Abitur am Siebold-Gymnasium in Würzburg 1999 studierte Pernice-Warnke Rechtswissenschaften an der Universität Würzburg. Nach einem Auslandsaufenthalt an der Universität Padua im Rahmen des Erasmus-Programms legte sie mit dem Schwerpunkt Völker-/ Europarecht im Februar 2005 in Würzburg ihr Erstes Staatsexamen ab. 2006 erwarb sie postgradual an der University of Edinburgh den Mastertitel in International Environmental Law. Im folgenden Jahr wurde sie unter Betreuung von Eckhard Pache in Würzburg mit der prozessrechtlichen Schrift Effektiver Zugang zu nationalen und europäischen Gerichten für Verbände und Individualkläger als Beitrag zum Umweltschutz - Die Klagebefugnis unter Reformdruck zur Dr. iur. promoviert. Ihr daran anschließendes Rechtsreferendariat im Bezirk des OLG Düsseldorf schloss sie 2009 mit dem Zweiten Staatsexamen ab. Im Anschluss daran trat sie eine Stellung an der Universität zu Köln an, wo sie bis 2010 als Koordinatorin des Didaktik-Projekts „Recht Aktiv“ an der rechtswissenschaftlichen Fakultät arbeitete. Anschließend war sie im Dekanat der rechtswissenschaftlichen Fakultät tätig, zunächst als Fakultätsassistentin, dann als Referentin des Studiendekans. Dies war verbunden mit einer Ernennung zur Akademischen Rätin, allerdings befand sie sich von 2010 bis 2011 in Elternzeit nach der Geburt ihrer Tochter. Ab 2015 war sie wissenschaftliche Assistentin am Kölner Lehrstuhl von Christian von Coelln. Unter dessen Betreuung habilitierte Pernice-Warnke sich 2022 und erhielt die Lehrbefugnis für Staats- und Verwaltungsrecht sowie Europarecht.
Nach einer Lehrstuhlvertretung an der Universität Bochum im Sommersemester 2024 nahm Pernice-Warnke zum folgenden Wintersemester einen Ruf der Universität Marburg an, wo sie seitdem den Lehrstuhl für Öffentliches Recht, insbesondere Verwaltungsrecht innehat.

## Forschung und Lehre
Pernice-Warnkes Forschungsschwerpunkte liegen entsprechend der Ausrichtung ihres Lehrstuhls im Öffentlichen Recht. Hier konzentriert sie sich vor allem auf den Bereich Generationengerechtigkeit, insbesondere im Hinblick auf Klimaschutz, soziale Sicherungssysteme und Staatsverschuldung, sowie der Bewältigung des demographischen Wandels und dessen Auswirkungen. Daneben forscht sie zum Wahlrecht, zum Bauplanungs- und Städtebaurecht und zum Versammlungsrecht, auch in rechtsvergleichender und europäischer Perspektive, und zum Hochschul- und Wissenschaftsrecht. Daneben ist sie Mitkommentatorin im Sachs, einem Gesetzeskommentar zum deutschen Grundgesetz, sowie im Schmidt-Bleibtreu/Klein/Bethge, einem Kommentar zum Bundesverfassungsgerichtsgesetz.

## Publikationen (Auswahl)
- Effektiver Zugang zu Gericht, Nomos, Baden-Baden 2009 (Doktorarbeit)
- Demographischer Wandel, altersgruppenbezogene Partizipation und Generationengerechtigkeit – Zur rechtlichen Ordnung einer alternden Gesellschaft, Mohr Siebeck, Tübingen 2023 (Habilitationsschrift)